# Winterfestival (Wolhusen)
Das Winterfestival ist ein jährlich an einem Wochenende im Frühling (Februar/März) stattfindendes Festival in Wolhusen (Kanton Luzern), das vom Kulturverein «ComeBäck» organisiert wird. Freitag- und Samstagabend spielen nationale und internationale Rock- und Popgrössen, während der Samstagnachmittag dem Nachwuchs (Schülerbands und ähnlich) vorbehalten ist und am Sonntag noch eine Matinee stattfindet.
Das Festival hat eine lange Vorgeschichte: Singer- und Songwritergrössen wie Ralph McTell machten in den 1970er-Jahren schon in Wolhusen halt, wo das Festival noch als Alternativ-Kultur gehandelt wurde.

## Musiker 2005
- Blowhead
- H-Blockx (DE)
- Jammin’
- Sens Unik
- Open Season
- Hujaessler Project

## Musiker 2006
- Bündnerflaisch
- Dada (ante portas)
- William White (Barbados)
- Bananafishbones (DE/)
- Funkybrotherhood (GB)
- The World Quintett (CH)

## Musiker 2007
- Burell
- Blusbueb
- Guy Vincent
- Stress
- Gee K
- Stimmreise

## Musiker 2008
- Pegasus (im Josefshaus. Kein Winterfestival, da Rössli-Umbau)

## Musiker 2009
- Lea Lu
- Philipp Fankhauser
- The bianca Story
- Schein
- maigold

## Musiker 2011
- Männer am Meer
- Greis
- William White
- Baby Genius
- Marc Sway
- Michael von der Heide

## Musiker 2012
- The Raveners
- Shakra
- James Gruntz
- Pegasus
- Funky Brotherhood feat. Noel McCalla
- Heidi Happy

## Musiker 2013
- Henrik Belden
- Patent Ochsner
- Ueli Schmezer's Matter live

## Musiker 2014
- Caroline Chevin
- One lucky sperm
- Sina
- The bianca Story

## Musiker 2015
- Tim & Puma Mimi
- DJ Harald Seemann
- Max Lässer's Überlandorchester
- Silberbüx

## Musiker 2016
- Blind Butcher
- Gaia
- Heidi Happy
- Hildegard lernt fliegen
- Me + Marie
- Pink Spider

## Musiker 2017
- Manillio
- Philipp Fankhauser
- GeilerAsDu
- Marius Bär
- Tompaul
- Martina Linn

## Musiker 2018
- Crimer
- Pablo Nouvelle
- Jessequoi
- Hermann
- Al Pride